# Земо-Хведурети
Земо-Хведурети (груз. ზემო ხვედურეთი) — село в Грузии, на территории Карельского муниципалитета края (мхаре) Шида-Картли.

## География
Село находится в центральной части Грузии, к югу от реки Куры, на расстоянии приблизительно 3 километров (по прямой) к юго-востоку от города Карели, административного центра муниципалитета. Абсолютная высота — 680 метров над уровнем моря.

## Население
По результатам официальной переписи населения 2014 года в Земо-Хведурети проживало 1188 человек (575 мужчин и 613 женщин). В национальной структуре населения грузины составляли 98,6 %, осетины — 1,2 %, русские — 0,2 %.
| Год  | Население, человек |
| ---- | ------------------ |
| 2002 | 1548               |
| 2014 | ↘ 1188             |